# ルパート・キャリントン (第4代キャリントン男爵)
第4代キャリントン男爵ルパート・クレメント・ジョージ・キャリントン（英語: Rupert Clement George Carington, 4th Baron Carrington, CVO, DSO, DL 1852年12月18日 – 1929年11月11日）は、イギリスの貴族、政治家、軍人。サッチャー内閣で外務・英連邦大臣を務めた第6代キャリントン男爵ピーター・キャリントンは孫。

## 略歴
父、第2代キャリントン男爵ロバート・キャリントンと母シャーロット・オーガスタ・アナベラ（第22代ウィロビー・ド・アーズビー男爵ピーター・ドラモンド＝バレルの次女）の間に三男として生まれる。
1879年、近衛歩兵第1連隊所属の陸軍中尉としてズールー戦争に従軍。1899年に勃発した第二次ボーア戦争にも、第3ニューサウスウェールズ帝国ブッシュマン（3rd New South Wales Imperial Bushmen）の指揮官として参加した。これにより1902年に殊功勲章を受章 。
1880年の総選挙に自由党から出馬し当選。5年間議員として活動した。
1928年に兄であるリンカンシャー侯爵ロバート・ウィン＝キャリントンが死亡した。彼唯一の男子であったウェンドーヴァー子爵チャールズ・ロバート・ウィン＝キャリントンが第一次世界大戦で戦死していたため、キャリントン伯爵位とリンカンシャー侯爵位は断絶し、ルパートがキャリントン男爵位のみを継承したが、翌年に76歳で死去。息子のルパートが襲爵した。

## 栄典
- 1887年、バッキンガムシャー副統監[8]
- 1902年、殊功勲章
- 1905年、ロイヤル・ヴィクトリア勲章コマンダー章[9]

## 家族
1891年にイーディス・ホースフォールと結婚。子供はルパートのみ。